# The Naked Gun
The Naked Gun är en amerikansk actionkomedifilm från 2025. Filmen är regisserad av Akiva Schaffer, efter ett manus skrivet av Schaffer, Dan Gregor och Doug Mand. Filmen är en nyinspelning av Den nakna pistolen från 1988.
Filmen hade biopremiär i Sverige den 1 augusti 2025.

## Rollista (i urval)
- Liam Neeson – Frank Drebin Jr.
- Pamela Anderson
- Paul Walter Hauser – Ed Hocken
- Kevin Durand
- Danny Huston
- Liza Koshy
- Cody Rhodes
- CCH Pounder
- Busta Rhymes